# Norroy-le-Veneur
Norroy-le-Veneur (Duits: Norringen) is een gemeente in het Franse departement Moselle (regio Grand Est). Norroy-le-Veneur telde op 1 januari 2022 1.000 inwoners.

## Geschiedenis
Tussen 1940 en 1944 werd voor de plaats de verduitste naam Norringen gebruikt.
De gemeente maakt desinds 22 maart 2015 deel uit van het kanton Rombas. Daarvoor hoorde het bij het kanton Marange-Silvange, dat toen opgeheven werd. Het arrondissement Metz-Campagne fuseerde met het arrondissement Metz-Ville tot het huidige arrondissement Metz.
Het dorp was bezit van de Abbaye Saint-Vincent de Metz in de gelijknamige Vrije rijksstad.

## Geografie
De oppervlakte van Norroy-le-Veneur bedroeg op 1 januari 2022 8,45 vierkante kilometer; de bevolkingsdichtheid was toen 118,3 inwoners per km².

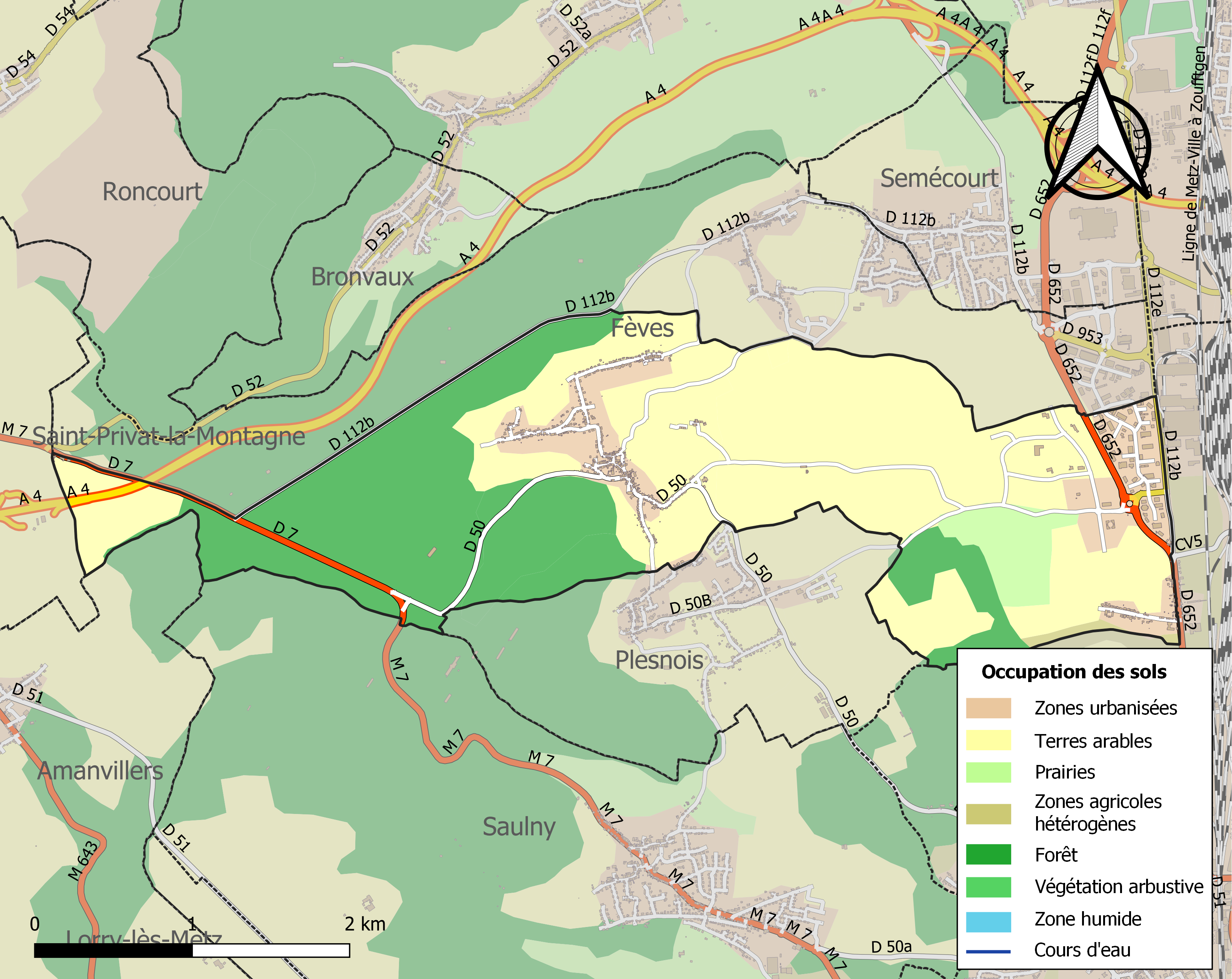
Kaart van de gemeente met de belangrijkste infrastructuur, bodemgebruik en omliggende gemeenten

## Demografie
Onderstaande figuur toont het verloop van het inwonertal (bron: INSEE-tellingen).